# Galeria Alaska
A Galeria Alaska é uma galeria inaugurada em 1951 e localizada no condomínio homônimo, na Av. Atlântica, Posto 6, Copacabana, Rio de Janeiro, Brasil; atualmente, é denominada Galeria Atlântica.

## Características
A galeria é uma passagem de cerca de 100 m de comprimento, que une as duas principais avenidas de Copacabana: a Nossa Senhora de Copacabana, onde está localizada a entrada principal, e a avenida Atlântica. Foi pensada dentro do conceito de galeria comercial parisiense, com um corredor largo ladeado por lojas em ambos os lados.
Os elevadores que dão acesso ao condomínio ficam no meio da galeria, o que, segundo a mídia da época, era motivo de embaraço para as famílias de classe média que residiam no local, as quais não tinham como escapar do contato com a "clientela especial" que frequentava o espaço à noite.

## Histórico
Na sua inauguração, em 1951, a galeria era a primeira no seu gênero no bairro, e apresentava lojas de "comércio fino", além de bares e restaurantes. A primeira boate, O Perroquet, e o primeiro cinema (Royal) foram inaugurados em 1952. No ano seguinte, foi inaugurado o cinema Alaska, que possuía a importante característica de ter as cadeiras dispostas em anfiteatro (ou seja, com visão desimpedida da tela).
A partir de 1958, a mídia começou a reportar um processo de marginalização do espaço, com a presença de menores de rua que praticavam pequenos furtos, e a existência de "bares suspeitos" frequentados por "pervertidos" e "delinquentes". Nos anos 1960, começam a ser destaque os shows de transformistas que caracterizariam a galeria, particularmente na boate Stop, onde se apresentava a travesti Rogéria.
A partir de meados dos anos 1960, o entorno da Alaska tornou-se conhecido pelo crescimento e pela agitação da sua vida noturna, e também por crimes, inclusive de morte, ocorridos tanto na galeria quanto em apartamentos do condomínio. Em fevereiro de 1973, por exemplo, ganhou destaque nos jornais o assassinato do jogador de futebol Almir Pernambuquinho, após uma briga na porta do bar Jerez.
Em 1976, eram destaque na galeria as "duas boates mais movimentadas do Rio", a Katakombe, que segundo a mídia, só receberia turistas, e a Sótão, inaugurada em julho de 1970, e considerada "templo do gay power local", que recebeu neste ano a visita do cantor Mick Jagger. No final dos anos 1970, o cinema Alaska foi transformado no Teatro Alaska, onde, em fins da década seguinte, entraria em cartaz um dos mais longevos espetáculos da galeria, "A Noite dos Leopardos", sob o comando da transformista Eloína de Souza (posteriormente, Eloína dos Leopardos).
Na década de 1990, depois dos estragos provocados pela AIDS, a galeria entrou em decadência e mudou novamente de perfil. Uma igreja evangélica alugou o cinema sobrevivente e depois passou a ocupar o próprio Teatro Alaska, afugentando os antigos frequentadores.

## "A Galeria do Amor"
Em 1975, o cantor Agnaldo Timóteo teve a ousadia de compor e gravar em plena ditadura militar uma canção com temática homossexual, "A Galeria do Amor", onde retrata a Galeria Alaska como um lugar de "emoções diferentes" e "onde gente que é gente se entende". Segundo narrou posteriormente, a letra da música fala de uma experiência real, ocorrida com ele naquele espaço.
Avalia-se que, como a música não utiliza termos ou faz qualquer alusão direta ao universo gay, pode ter conseguido enganar não somente a censura mas até fãs do cantor, que desconheciam a galeria citada e o público que a frequentava à noite.

## Reabertura do Teatro Alaska
Em junho de 2025, foi sugerido que a Prefeitura da Cidade do Rio de Janeiro adquirisse o Teatro Alaska, posto à venda por R$ 9 milhões, como forma de resgate cultural e histórico do espaço para a comunidade LGBTQIAPN+.

## Filmografia
O entorno da galeria e seus frequentadores foi retratado no curta-metragem Galeria Alaska (1980), de José Joffily.